# Giro d’Italia 2022/16. Etappe
Die 16. Etappe des Giro d’Italia 2022 fand am 24. Mai 2022 statt und beinhaltete die meisten Höhenmeter im Rahmen der 105. Austragung des italienischen Etappenrennens. Die Strecke führte von Salò über 202 Kilometer und 5250 Höhenmeter nach Aprica. Im Ziel hatten die Fahrer insgesamt 2763,2 Kilometer absolviert, was 80,2 % der Gesamtdistanz der Rundfahrt entsprach. Die Organisatoren bewerteten die Schwierigkeit der Etappe mit fünf von fünf Sternen (alta difficoltà).

## Streckenführung
Der neutralisierte Start erfolgte in Salò vor dem Palazzo della Magnifica Patria am Ufer des Gardasees. Anschließend ging es vorbei am Torre dell’Orologio in Richtung Norden ins Val Sabbia.
Der offizielle Start erfolgte nach 9 gefahrenen Kilometern auf der Via Giorgio Enrico Falck kurz nach Vobarno. Anschließend folgten die Fahrer dem Chiese flussaufwärts bis zum Idrosee kamen. An dessen nördlichem Ende führte die Strecke Richtung Westen nach Bagolino (710 m), wo der Anstieg auf den Goletto di Cadino (1938 m), eine Bergwertung der 1. Kategorie, begann. Dieser führte über 19,9 Kilometer mit einer durchschnittlichen Steigung von 6,2 % und wurde 59,2 Kilometer nach dem Start überquert. Die anschließende Abfahrt führte über den etwas tiefer gelegenen Passo del Crocedomini (1892 m) nach Breno im Valcamonica. Nun ging es den Oglio stromaufwärts nach Edolo, wo nach 112,6 Kilometern der erste Zwischensprint ausgefahren wurde. Die Straße stieg nun wieder an und vor der Abzweigung nach Monno (892 m) begann der offizielle Anstieg auf den legendären Passo di Mortirolo (1854 m). Dieser wurde im Rahmen der 105. Austragung über die Südseite befahren, die zwar weniger anspruchsvoll ist, aber dennoch über 12,6 Kilometer bei 7,6 % Steigung führte. Die höchsten Steigungsprozente (16 %) wurden auf den letzten zweieinhalb Kilometern erreicht, die eine Durchschnittssteigung von 9,6 % aufwiesen. Nachdem die Kuppe des Passo di Mortirolo (Bergwertung der 1. Kategorie) nach 129,9 Kilometern überquert worden war, folgte eine schmale, steile und technisch anspruchsvolle Abfahrt, die die Fahrer nach Grosio und somit ins Veltlin brachte. Anschließend ging es entlang der Adda stromabwärts durch die Orte Mazzo di Valtellina und Tirano. Von Bianzone aus ging es dann bergauf nach Teglio, wo nach 172 Kilometern der zweite Zwischensprint ausgefahren wurde. Dieser befand sich am Ende einer 5,6 Kilometer langen Steigung, die Großteils über 10 % steil war und über Passagen von maximal 16 % führte.
Nach der anschließenden Abfahrt nach Tresenda (370 m) begann der letzte große Anstieg des Tages, der auf den Valico di Santa Christina (1448 m) führte. Die ersten 6,9 Kilometer verliefen auf der SS39 und waren mit Steigungsprozenten von 7 % noch relativ moderat. Anschließend bogen die Fahrer jedoch links auf eine schmale Nebenstraße ab, auf der die letzten fünf Kilometer stetig mit 10 % bergauf führten. Insgesamt wurden auf den 13,5 Kilometern des 1. Kategorie Anstiegs 1078 Höhenmeter überwunden. Im Anschluss folgte eine 4,5 Kilometer lange Abfahrt, ehe die letzten zwei Kilometer leicht ansteigend nach Aprica führten. Das Ziel befand sich in der Nähe des Piazza delle sei contrade auf der SS39.
|                            | Ort                       | Kilometer | Länge (km) | Höhe (m) | Ø Steigung | max. Steigung |
| -------------------------- | ------------------------- | --------- | ---------- | -------- | ---------- | ------------- |
| neutraler Start            | Salò                      | −9        |            |          |            |               |
| offizieller Start          | Vobarno                   | 0         |            |          |            |               |
| Bergwertung (1. Kategorie) | Goletto di Cadino         | 59,2      | 19,9       | 1938     | 6,2 %      | 12 %          |
| Zwischensprint             | Edolo                     | 112,6     |            |          |            |               |
| Bergwertung (1. Kategorie) | Passo di Mortirolo        | 129,9     | 12,6       | 1854     | 7,6 %      | 16 %          |
| Zwischensprint             | Teglio                    | 172       |            |          |            |               |
| Bergwertung (1. Kategorie) | Valico di Santa Christina | 195,8     | 13,5       | 1448     | 8 %        | 13 %          |
| Ziel                       | Aprica                    | 202       |            |          |            |               |

## Rennverlauf und Ergebnis
Unmittelbar nach dem Start setzen sich mit Nans Peters (AG2R Citroën Team), Thomas De Gendt (Lotto Soudal), Pascal Eenkhoorn (Jumbo-Visma), Christopher Juul-Jensen (Team BikeExchange-Jayco), Mathieu van der Poel (Alpecin-Fenix) und Mark Cavendish (Quick-Step Alpha Vinyl Team) sechs Fahrer vom Hauptfeld ab. Die Gruppe konnte jedoch keinen großen Vorsprung herausfahren und im ersten Anstieg formierte sich eine neue Spitzengruppe, in der auch zwei Teamkollegen des Gesamtzweiten Jai Hindley (Bora-hansgrohe) positioniert waren. Das Team Trek-Segafredo hielt mit Dario Cataldo das Tempo in der Fluchtgruppe hoch und 18 Fahrer erreichten die erste Bergwertung in der Spitzengruppe. Die folgenden Teams waren in der Gruppe vertreten (geordnet nach dem bestplatzierten Fahrer im Gesamtklassement): Guillaume Martin (Cofidis), Alejandro Valverde (Movistar Team), Jan Hirt, Lorenzo Rota (beide Intermarché-Wanty-Gobert Matériaux), Wilco Kelderman, Lennard Kämna (beide Bora-hansgrohe), Thymen Arensman, Chris Hamilton (beide Team DSM), Giulio Ciccone, Dario Cataldo (Trek-Segafredo), Hugh Carthy (EF Education-EasyPost), Lorenzo Fortunato (Eolo-Kometa Cycling Team), Simon Yates (BikeExchange-Jayco), Koen Bouwman (Jumbo-Visma), Mauri Vansevenant (Quick-Step Alpha Vinyl), Davide Formolo (UAE Team Emirates), Wout Poels (Bahrain Victorious) und Sylvain Moniquet (Lotto Soudal).
Die meisten Punkte auf dem Goletto Di Cadino (1. Kategorie) sicherte sich Giulio Ciccone vor Koen Bouwman, dessen Vorsprung in der Bergwertung nun auf 29 Punkte geschmolzen war. Dahinter sicherte sich Lennard Kämna die weiteren Punkte. Im Hauptfeld hatten die Ineos Grenadiers die Nachführarbeit übernommen und überquerten den ersten Berg des Tages mit einem Rückstand von rund zwei Minuten. In der Abfahrt schloss Filippo Zana (Bardiani CSF Faizanè) zur Spitzengruppe auf, während Wilco Kelderman aufgrund eines Platten den Anschluss zur Gruppe verlor und das Tal mit einem Rückstand von rund einer Minute erreichte. Der Niederländer konnte jedoch rund 106 Kilometer vor dem Ziel mit Mattia Bais (Drone Hopper-Androni Giocattoli) wieder zur Spitze aufschließen. Wenig später teilte sich die Spitzengruppe und Alejandro Valverde, Thymen Arensman, Chris Hamilton, Lennard Kämna, Koen Bouwman, Lorenzo Rota, Wout Poels und Dario Cataldo setzten sich von ihren Gefährten ab. Dahinter waren sich die abgehängten Fahrer uneinig und verloren rasch eine halbe Minute an Zeit. Den ersten Zwischensprint in Edolo, 89,4 Kilometer vor dem Ziel, überquerte Koen Bouwman als erster vor Alejandro Valverde und Chris Hamilton. Am Fuße des Passo del Mortirolo (1. Kategorie) ließ sich Dario Cataldo zu seinem Teamkollegen Giulio Ciccone zurückfallen um das Tempo in der Verfolgergruppe zu machen, deren Rückstand auf über eine Minute angewachsen war. Nachdem der Italiener seine Arbeit getan hatte, forcierte Giulio Ciccone das Tempo und die Verfolgergruppe zerfiel. Im Anstieg konnten Hugh Carthy und Jan Hirt noch einmal zur Spitzengruppe aufschließen, während Lorenzo Rota und Chris Hamilton, der über weite Teile das Tempo für seinen Teamkollegen Thymen Arensman gemacht hatte, zurückfielen. Koen Bouwman führte die sieben-köpfige Spitzengruppe über die Kuppe des Passo del Mortirolo und baute seinen Vorsprung in der Bergwertung weiter aus. Giulio Ciccone folgte als achter mit einem Rückstand von etwa 50 Sekunden und holte nur einen Punkt. Im Hauptfeld, dessen Rückstand mittlerweile auf über fünf Minuten angewachsen war, setzte sich das Astana Qazaqstan Team um Vincenzo Nibali an die Spitze und erhöhte das Tempo. Kurz vor der Bergwertung fiel Richie Porte (Ineos Grenadiers) aufgrund eines technischen Defektes aus der Hauptgruppe, wodurch der Gesamtführende Richard Carapaz mit Pavel Sivakov nur noch einen Helfer an seiner Seite hatte. In der anschließenden Abfahrt setzte sich Vincenzo Nibali an die Spitze der Gruppe. Während er sich von den anderen Klassementfahrern löste, kam Domenico Pozzovivo (Intermarché-Wanty-Gobert Matériaux) kam auf den ersten Meter der Abfahrt zu Sturz. Etwa zur Hälfte der Abfahrt nahm der Italiener jedoch das Tempo raus und es bildete sich ein neues Hauptfeld, indem die Ineos Grenadiers das Tempo übernahmen. Auch Domenico Pozzovivo konnte nach seinem Sturz wieder zu den anderen Favoriten aufschließen.
Im Anstieg nach Teglio fiel Koen Bouwman aus der Spitzengruppe zurück. Die Zeitbonifikationen beim zweiten Zwischensprint gingen an Lennard Kämna, Alejandro Valverde und Thymen Arensman. Das Hauptfeld erreichte Teglio mit einem Rückstand von rund dreieinhalb Minuten und hatte zwischenzeitlich die restlichen Fahrer der ursprünglichen Ausreißergruppe gestellt. In der Abfahrt von Teglio setzte sich Lennard Kämna von seinen Fluchtgefährten ab und erreichte den Schlussanstieg mit einem Vorsprung von 30 Sekunden. Dahinter folgte das Hauptfeld mit einem Rückstand von rund drei Minuten. Während Lennard Kämna seinen Vorsprung halten konnte, verloren seine Verfolger an Zeit. Wout Poels ließ sich zurückfallen und setzte sich an die Spitze der Hauptgruppe, in der sein Team Bahrain Victorious das Tempo übernommen hatte. 14 Kilometer vor dem Ziel löste sich Thymen Arensman von der Verfolgergruppe und versuchte allein die Lücke zu Lennard Kämna zu schließen. Nachdem die Fahrer die breitere flachere Straße verlassen hatten und in Richtung Valico di Santa Christina abgebogen waren, zerfiel die Verfolgergruppe und Jan Hirt kam noch einmal an Thymen Arensman her. Gemeinsam schlossen die beiden rund drei Kilometer vor der Bergwertung zu Lennard Kämna auf und fuhren sofort an dem Deutschen vorbei, der dem Tempo der beiden nicht folgen konnte. Kurz drauf konnte sich Jan Hirt wenige Meter von Thymen Arensman lösen und überquerte den Valico di Santa Christina (1. Kategorie) mit einem Vorsprung von rund zehn Sekunden. Diesen hielt er auf der anschließenden Abfahrt, die aufgrund eines kurzen Regenschauers bei Nässe absolviert wurde. Für Jan Hirt war es der erste Etappensieg beim Giro d’Italia. In der Gruppe der Klassementfahrer, bestimmte die Mannschaft Bahrain Victorious das Tempo im Anstieg. Emanuel Buchmann (Bora-hansgrohe) und Domenico Pozzovivo mussten die Gruppe etwa zur Hälfte der Steigung ziehen lassen und verloren wertvolle Zeit. Rund 10 Kilometer vor dem Ziel fuhr Mikel Landa seinem Teamkollegen Pello Bilbao (Bahrain Victorious) ins Hinterrad, wodurch dieser zu Sturz kam und wenig später abgehängt wurde. Nachdem Wout Poels seine Arbeit getan hatte, forcierte Mikel Landa das Tempo und nur Jai Hindley (Bora-hansgrohe) und der Gesamtführende Richard Carapaz konnten ihm folgen. Mit einer kleinen Lücke folgten João Almeida (UAE Team Emirates) und Vincenzo Nibali. Während der Italiener auf den letzten Kilometern des Anstiegs an Boden verlor, blieb der Portugiese in Schlagdistanz zu dem Trio, konnte jedoch nicht mehr aufschließen. Jai Hindley versuchte mehrere Male sich von Richard Carapaz und Mikel Landa zu lösen, doch die drei erreichten gemeinsam mit dem eingeholten Alejandro Valverde die Kuppe des letzten Anstiegs. In der Abfahrt veränderte sich die Rennsituation nicht mehr und Jai Hindley setzte sich im Zielsprint gegen Richard Carapaz durch. Somit holte der Australier, der Platz drei auf der Etappe belegte, vier Bonussekunden und lag nun in der Gesamtwertung drei Sekunden hinter dem Ecuadorianer, der sein Rosa Trikot verteidigte. João Almeida, der die Nachwuchswertung weiter anführte, erreichte das Ziel als achter und verlor 14 Sekunden auf das Rosa Trikot. Koen Bouwman verteidigte die Bergwertung mit einem Vorsprung von 68 Punkten auf Giulio Ciccone. Arnaud Démare (Groupama-FDJ) erreichte das Ziel im vorgegebenen Zeitlimit und behielt das Violette Trikot. In der Gesamtwertung lagen nun mit Richard Carapaz, Jai Hindley, João Almeida und Mikel Landa, vier Fahrer innerhalb von einer Minute. Der Gesamtfünfte, Domenico Pozzovivo, hatte bereits einen Rückstand von drei Minuten und 40 Sekunden. Natnael Tesfatsion (Drone Hopper-Androni Giocattoli) und Loïc Vliegen (Intermarché-Wanty-Gobert Matériaux) beendeten als einzige Fahrer die Etappe nicht. Da Jonathan Caicedo (EF Education-EasyPost) aufgrund einer COVID-19-Erkrankung nicht an den Start gehen konnte, verblieben somit 155 Fahrer in der Rundfahrt.
| \| Etappenergebnis \| Etappenergebnis \| Etappenergebnis \| Etappenergebnis \| Etappenergebnis \| \| Fahrer \| Fahrer \| Land \| Team \| Zeit \| \| --------------- \| ------------------ \| ---------------------- \| ---------------------------------- \| --------------- \| \| 1. \| Jan Hirt \| Tschechien \| Intermarché-Wanty-Gobert Matériaux \| 5 h 40 min 45 s \| \| 2. \| Thymen Arensman \| Niederlande \| Team DSM \| + 7 s \| \| 3. \| Jai Hindley \| Australien \| Bora-Hansgrohe \| + 1 min 24 s \| \| 4. \| Richard Carapaz \| Ecuador \| Ineos Grenadiers \| + 1 min 24 s \| \| 5. \| Alejandro Valverde \| Spanien \| Movistar Team \| + 1 min 24 s \| \| 6. \| Mikel Landa \| Spanien \| Bahrain Victorious \| + 1 min 24 s \| \| 7. \| Lennard Kämna \| Deutschland \| Bora-Hansgrohe \| + 1 min 38 s \| \| 8. \| João Almeida \| Portugal \| UAE Team Emirates \| + 1 min 38 s \| \| 9. \| Vincenzo Nibali \| Italien \| Astana Qazaqstan Team \| + 2 min 06 s \| \| 10. \| Hugh Carthy \| Vereinigtes Königreich \| EF Education-EasyPost \| + 2 min 53 s \| |                    |                        |                                    |                 |
| |                    |                        |                                    |                 |
| Quelle: ProCyclingStats |                    |                        |                                    |                 |
| Etappenergebnis |                    |                        |                                    |                 |
| Fahrer | Fahrer             | Land                   | Team                               | Zeit            |
| 1. | Jan Hirt           | Tschechien             | Intermarché-Wanty-Gobert Matériaux | 5 h 40 min 45 s |
| 2. | Thymen Arensman    | Niederlande            | Team DSM                           | + 7 s           |
| 3. | Jai Hindley        | Australien             | Bora-Hansgrohe                     | + 1 min 24 s    |
| 4. | Richard Carapaz    | Ecuador                | Ineos Grenadiers                   | + 1 min 24 s    |
| 5. | Alejandro Valverde | Spanien                | Movistar Team                      | + 1 min 24 s    |
| 6. | Mikel Landa        | Spanien                | Bahrain Victorious                 | + 1 min 24 s    |
| 7. | Lennard Kämna      | Deutschland            | Bora-Hansgrohe                     | + 1 min 38 s    |
| 8. | João Almeida       | Portugal               | UAE Team Emirates                  | + 1 min 38 s    |
| 9. | Vincenzo Nibali    | Italien                | Astana Qazaqstan Team              | + 2 min 06 s    |
| 10. | Hugh Carthy        | Vereinigtes Königreich | EF Education-EasyPost              | + 2 min 53 s    |

## Gesamtstände
| \| Gesamtwertung \| Gesamtwertung \| Gesamtwertung \| Gesamtwertung \| Gesamtwertung \| \| Fahrer \| Fahrer \| Land \| Team \| Zeit \| \| ------------- \| ------------------ \| ------------- \| ---------------------------------- \| ---------------- \| \| 1. \| Richard Carapaz \| Ecuador \| Ineos Grenadiers \| 68 h 49 min 06 s \| \| 2. \| Jai Hindley \| Australien \| Bora-Hansgrohe \| + 3 s \| \| 3. \| João Almeida \| Portugal \| UAE Team Emirates \| + 44 s \| \| 4. \| Mikel Landa \| Spanien \| Bahrain Victorious \| + 59 s \| \| 5. \| Vincenzo Nibali \| Italien \| Astana Qazaqstan Team \| + 3 min 40 s \| \| 6. \| Domenico Pozzovivo \| Italien \| Intermarché-Wanty-Gobert Matériaux \| + 3 min 48 s \| \| 7. \| Pello Bilbao \| Spanien \| Bahrain Victorious \| + 3 min 51 s \| \| 8. \| Emanuel Buchmann \| Deutschland \| Bora-Hansgrohe \| + 4 min 45 s \| \| 9. \| Jan Hirt \| Tschechien \| Intermarché-Wanty-Gobert Matériaux \| + 7 min 42 s \| \| 10. \| Alejandro Valverde \| Spanien \| Movistar Team \| + 9 min 04 s \| |                    |             |                                    |                  |
| |                    |             |                                    |                  |
| Quelle: ProCyclingStats |                    |             |                                    |                  |
| Gesamtwertung |                    |             |                                    |                  |
| Fahrer | Fahrer             | Land        | Team                               | Zeit             |
| 1. | Richard Carapaz    | Ecuador     | Ineos Grenadiers                   | 68 h 49 min 06 s |
| 2. | Jai Hindley        | Australien  | Bora-Hansgrohe                     | + 3 s            |
| 3. | João Almeida       | Portugal    | UAE Team Emirates                  | + 44 s           |
| 4. | Mikel Landa        | Spanien     | Bahrain Victorious                 | + 59 s           |
| 5. | Vincenzo Nibali    | Italien     | Astana Qazaqstan Team              | + 3 min 40 s     |
| 6. | Domenico Pozzovivo | Italien     | Intermarché-Wanty-Gobert Matériaux | + 3 min 48 s     |
| 7. | Pello Bilbao       | Spanien     | Bahrain Victorious                 | + 3 min 51 s     |
| 8. | Emanuel Buchmann   | Deutschland | Bora-Hansgrohe                     | + 4 min 45 s     |
| 9. | Jan Hirt           | Tschechien  | Intermarché-Wanty-Gobert Matériaux | + 7 min 42 s     |
| 10. | Alejandro Valverde | Spanien     | Movistar Team                      | + 9 min 04 s     |

| Punktewertung | Punktewertung        | Punktewertung          | Punktewertung                   | Punktewertung |
| Fahrer        | Fahrer               | Land                   | Team                            | Punkte        |
| ------------- | -------------------- | ---------------------- | ------------------------------- | ------------- |
| 1.            | Arnaud Démare        | Frankreich             | Groupama-FDJ                    | 238 P.        |
| 2.            | Mark Cavendish       | Vereinigtes Königreich | Quick-Step Alpha Vinyl          | 121 P.        |
| 3.            | Fernando Gaviria     | Kolumbien              | UAE Team Emirates               | 117 P.        |
| 4.            | Mathieu van der Poel | Niederlande            | Alpecin-Fenix                   | 91 P.         |
| 5.            | Alberto Dainese      | Italien                | Team DSM                        | 81 P.         |
| 6.            | Phil Bauhaus         | Deutschland            | Bahrain Victorious              | 72 P.         |
| 7.            | Filippo Tagliani     | Italien                | Drone Hopper-Androni Giocattoli | 70 P.         |
| 8.            | Simone Consonni      | Italien                | Cofidis                         | 67 P.         |
| 9.            | Thomas De Gendt      | Belgien                | Lotto-Soudal                    | 53 P.         |
| 10.           | Richard Carapaz      | Ecuador                | Ineos Grenadiers                | 49 P.         |

| Bergwertung | Bergwertung     | Bergwertung | Bergwertung                        | Bergwertung |
| Fahrer      | Fahrer          | Land        | Team                               | Punkte      |
| ----------- | --------------- | ----------- | ---------------------------------- | ----------- |
| 1.          | Koen Bouwman    | Niederlande | Jumbo-Visma                        | 167 P.      |
| 2.          | Giulio Ciccone  | Italien     | Trek-Segafredo                     | 99 P.       |
| 4.          | Jai Hindley     | Australien  | Bora-Hansgrohe                     | 74 P.       |
| 5.          | Lennard Kämna   | Deutschland | Bora-Hansgrohe                     | 74 P.       |
| 6.          | Richard Carapaz | Ecuador     | Ineos Grenadiers                   | 65 P.       |
| 7.          | Jan Hirt        | Tschechien  | Intermarché-Wanty-Gobert Matériaux | 42 P.       |
| 8.          | Wilco Kelderman | Niederlande | Bora-Hansgrohe                     | 42 P.       |
| 9.          | Bauke Mollema   | Niederlande | Trek-Segafredo                     | 40 P.       |
| 10.         | Thymen Arensman | Niederlande | Team DSM                           | 39 P.       |

| Nachwuchswertung | Nachwuchswertung  | Nachwuchswertung | Nachwuchswertung       | Nachwuchswertung  |
| Fahrer           | Fahrer            | Land             | Team                   | Zeit              |
| ---------------- | ----------------- | ---------------- | ---------------------- | ----------------- |
| 1.               | João Almeida      | Portugal         | UAE Team Emirates      | 68 h 49 min 50 s  |
| 2.               | Juan Pedro López  | Spanien          | Trek-Segafredo         | + 9 min 11 s      |
| 3.               | Thymen Arensman   | Niederlande      | Team DSM               | + 9 min 39 s      |
| 4.               | Santiago Buitrago | Kolumbien        | Bahrain Victorious     | + 22 min 34 s     |
| 5.               | Pavel Sivakov     | Frankreich       | Ineos Grenadiers       | + 27 min 40 s     |
| 6.               | Luca Covili       | Italien          | Bardiani CSF Faizanè   | + 1 h 00 min 08 s |
| 7.               | Mauri Vansevenant | Belgien          | Quick-Step Alpha Vinyl | + 1 h 21 min 46 s |
| 8.               | Wadim Pronski     | Kasachstan       | Astana Qazaqstan Team  | + 1 h 24 min 03 s |
| 9.               | Jhonatan Narváez  | Ecuador          | Ineos Grenadiers       | + 1 h 37 min 44 s |
| 10.              | Iván Sosa         | Kolumbien        | Movistar Team          | + 1 h 39 min 56 s |

| Mannschaftswertung | Mannschaftswertung                 | Mannschaftswertung           | Mannschaftswertung |
| Team               | Team                               | Land                         | Zeit               |
| ------------------ | ---------------------------------- | ---------------------------- | ------------------ |
| 1.                 | Bora-Hansgrohe                     | Deutschland                  | 206 h 33 min 39 s  |
| 2.                 | Bahrain Victorious                 | Bahrain                      | + 6 h 00 min 58 s  |
| 3.                 | Intermarché-Wanty-Gobert Matériaux | Belgien                      | + 32 min 14 s      |
| 4.                 | Ineos Grenadiers                   | Vereinigtes Königreich       | + 59 min 08 s      |
| 5.                 | Trek-Segafredo                     | Vereinigte Staaten           | + 1 h 21 min 09 s  |
| 6.                 | Astana Qazaqstan Team              | Kasachstan                   | + 1 h 26 min 31 s  |
| 7.                 | UAE Team Emirates                  | Vereinigte Arabische Emirate | + 1 h 46 min 03 s  |
| 8.                 | BikeExchange-Jayco                 | Australien                   | + 2 h 02 min 02 s  |
| 9.                 | Team DSM                           | Niederlande                  | + 2 h 17 min 54 s  |
| 10.                | Movistar Team                      | Spanien                      | + 2 h 23 min 36 s  |

## Ausgeschiedene Fahrer
- Jonathan Caicedo (EF Education-EasyPost): wegen positivem Corona-Test nicht gestartet
- Natnael Tesfatsion (Drone Hopper-Androni Giocattoli): während der Etappe aufgegeben
- Loïc Vliegen (Intermarché-Wanty-Gobert Matériaux): während der Etappe aufgegeben[4]